# Miguel Britos
Miguel Ángel Britos (* 17. Juli 1985 in Montevideo oder Maldonado) ist ein uruguayischer ehemaliger Fußballspieler.

## Karriere
Der 1,88 Meter große in Maldonado aufgewachsene Abwehrspieler Britos spielte mindestens ab der Zwischensaison 2005 für den uruguayischen Verein Centro Atlético Fénix in der Primera División und gehörte dem Klub bis Mitte 2006 an. Sodann ist bis zur Jahresmitte 2007 eine Station bei Juventud für ihn verzeichnet. In der Saison 2007/08 lief er für den Erstligisten Montevideo Wanderers auf. Dort absolvierte er in der Clausura 14 Begegnungen in der Primera División (ein Tor) und bestritt zwei Partien der Copa Libertadores. Sodann wechselte er im Juli 2008 nach Italien zum FC Bologna. Die Ablösesumme soll vier Millionen Euro betragen haben. Britos unterzeichnete einen Fünfjahresvertrag. In den drei folgenden Spielzeiten entwickelte er sich nach 14 Ligaspielen und einem Tor in der Saison 2008/09 und 23 torlosen Einsätzen in der Serie A in der Spielzeit 2009/10 schließlich 2010/11 zum absoluten Stammspieler. Mit 33 bestrittenen Meisterschaftspartien und drei Toren erhöhte er in jener letzten Spielrunde seine Gesamtstatistik bei den Norditalienern auf 70 Ligaspiele und vier Tore. Nach der nunmehr erfolgten Verpflichtung durch den SSC Neapel spielte er in der nachfolgenden Saison im Süden Italiens und gewann mit der Mannschaft die Coppa Italia. Zu seinen Mannschaftskameraden bei den Neapolitanern zählten seine Landsleute Edinson Cavani und Walter Gargano. In der Seria A kam er bei seinem neuen Klub allerdings nur auf elf Saisoneinsätze in der Meisterschaft und erzielte dabei einen Treffer. In der Spielzeit 2012/13 griff der Trainer in 22 Ligaspielen (kein Tor) auf Britos Dienste zurück. Zudem lief er in drei Begegnungen der Europa League auf. Überschattet war die Rückrunde für Britos dabei von einem in der Begegnung mit Juventus Turin am 1. März 2013 zugezogenen Kieferbruch. Im September 2013 äußerte Britos, der bislang nicht für die uruguayische Nationalmannschaft nominiert wurde, nach wie vor die Hoffnung auf eine Berufung durch Nationaltrainer Óscar Tabárez nicht aufzugeben. In der Spielzeit 2013/14 sind 16 Ligaspiele (ein Tor) sowie zwei Partien in der Champions League und drei in der Europa League für ihn verzeichnet. Während der Saison 2014/15 lief er in 19 Spielen der Serie A (ein Tor), zwei Begegnungen (kein Tor) der Champions-League-Qualifikation und zwölf Europa-League-Partien (kein Tor) auf. Am Saisonende belegte er mit Neapel den 5. Tabellenplatz in der Serie A. Im Juli 2015 wechselte er nach England zum von Quique Sanchez Flores trainierten Premier-League-Aufsteiger FC Watford und unterschrieb einen Dreijahresvertrag.
In der Saison 2015/16 absolvierte er 24 Erstligapartien ohne persönlichen Torerfolg. Während der Spielzeit 2016/17 lief er in 27 Erstligaspielen auf und erzielte einen Treffer.

## Privatleben
Britos ist mit Virginia Regueiro verheiratet.

## Erfolge
- Italienischer Pokalsieger (2): 2012, 2014